# Gà La Flèche

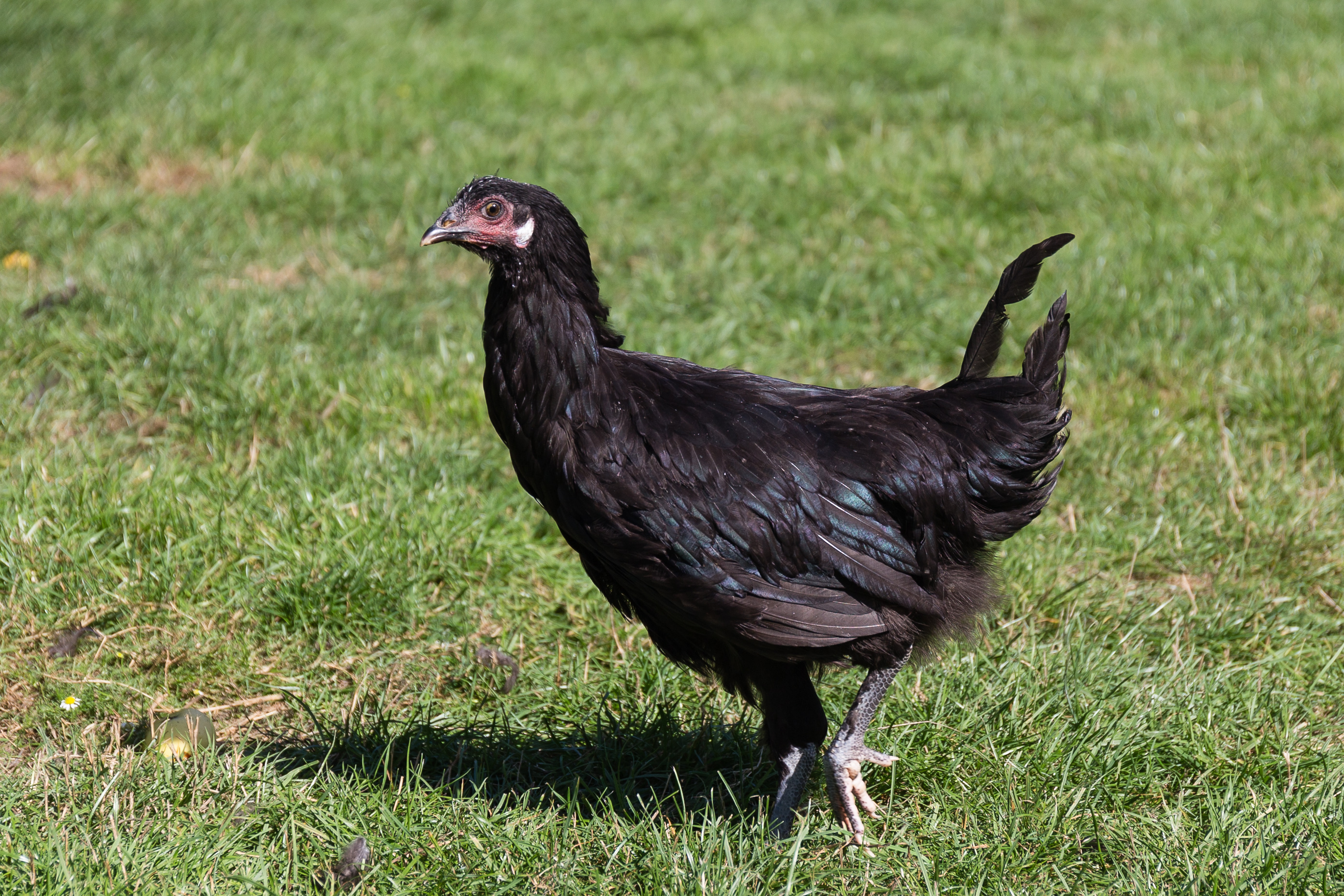
Gà La Flèche

Gà La Flèche (tiếng Pháp: Poule de La Flèche) là một giống gà nhà thuộc giống hiếm có của nước Pháp. Nó bắt nguồn từ tỉnh Sarthe trong vùng Pays de la Loire, và được đặt tên theo thị trấn và xã La Flèche trong khu vực đó các không xa thủ phủ của Sarthe là Le Mans. Giống gà này từng nổi tiếng về chất lượng thịt gà của nó, nhưng kể từ Thế chiến thứ hai, số lượng của giống gà này đã giảm mạnh.

## Đặc điểm
Tính năng phân biệt chính của chúng là cái mồng hình chữ V khác thường của chúng đây là dạng mồng chạc (V-shaped) là kiểu mồng có hai nhánh, giống như sừng nối với nhau ở gốc. Chiếc mào hình chữ V của gà La Flèche khiến chúng được mệnh danh là “đầu quỷ”. Chúng có kích thước tầm vóc trung bình, với con trống thường có trọng lượng từ 3,5–4 kg và con mái có cân nặng từ 3–3,5 kg. Chúng đẻ trứng có vỏ trắng. Chúng có bộ lông đen là phổ biến. Chúng thường được sử dụng làm gà kiểng, nhưng vẫn được đánh giá cao trong các nhà hàng cao cấp ở Pháp vì chất lượng thịt ngon của chúng.
La Fleche là một trong những con gà tự lo liệu tốt và chúng sẽ thoải mái khi được nuôi giữ trong phạm vi rộng nhưng sẽ thích ứng tốt trong môi trường nuôi nhốt chật hẹp. Chúng có thể bay trên 2 mét nên hàng rào cần phải cao để giữ được chúng. Nếu được chúng sẽ ngủ trên cây, vì vậy nên huấn luyện chúng trở lại chuồng của chúng bằng cách cho chúng ăn trước khi hoàng hôn. Chúng là loài gia cầm hoạt động nhưng tránh tiếp xúc với con người và thường sẽ không cho phép chúng được thuần hóa. Gà mái không được biết đến là con trưởng thành chậm nhưng chúng là những giống khỏe mạnh và gà mái sẽ nằm ấp trứng trong suốt mùa đông. Chúng đẻ khoảng 200 quả trứng trắng vỏ mỗi năm.

## Lịch sử
Nhiều tác giả có nguồn gốc từ giống La Flèche đến thế kỷ thứ mười lăm. Mô tả ban đầu có từ năm 1846. Giống gà này có thời kỳ nổi tiếng và thành công trong phần đầu của thế kỷ XX, nhưng với tất cả các giống chó bản địa khác ngoài gà Bresse nhưng số lượng của chúng đã giảm mạnh sau Thế chiến thứ hai. Nỗ lực bảo tồn trong những năm 1960 vào năm 1970 nó đã gần như biến mất. Đã có một sự phục hồi dần dần. Vào năm 2011, một dự án cứu hộ động vật đã được đưa ra bởi Conservatoire des races animales en Pays de la Loire, cơ quan bảo tồn giống động vật vùng của vùng Pays de la Loire. Tình trạng bảo tồn giống được liệt kê là "quan trọng" của tổ chức Bảo tồn Chăn nuôi.